# Cyphomyrmex lilloanus
Cyphomyrmex lilloanus é uma espécie de inseto do gênero Cyphomyrmex, pertencente à família Formicidae.